# Werner Thomas
Werner Thomas (Suiza, hacia 1931) es un acordeonista suizo, compositor de la canción popularmente conocida como Chicken Dance, Birdie Song o, en español, El baile de los pajaritos, mientras trabajaba en un restaurante en Davos (Suiza) en 1955.

## Historia
En un restaurante de la localidad de Davos en 1957, Werner Thomas amenizaba las fondues de los parroquianos con su canción Der Ententanz ('El baile del pato') —más tarde llamada Der Vogeltanz (literalmente 'El baile de los pajaritos')—. 16 años después, en los que cada noche Thomas tocaba invariablemente su tonadilla, Louis van Rijmenants, dueño de la discográfica belga Intervox, fue a esquiar a Davos, cenó en el restaurante y bailó hasta la extenuación el Baile de los Patos.
Van Rijmenants vio una mina de oro. Formó la banda Cash & Carry, añadió sintetizadores al acordeón y lanzó en Bélgica el sencillo Tchip tchip, con el que consiguió que los belgas y sus niños bailaran en sus sótanos imitando los movimientos de palmípedos. El disco vendió 100 000 ejemplares y convirtió en millonario a su compositor, Walter Thomas, que dejó la orquestina y el trabajo, y no volvió a probar un pollo en señal de gratitud.
A partir de ahí llegó la locura. Frederik puso a bailar a Finlandia como a un solo hombre con su Tralalala, los mismísimos Romina & Albano hicieron lo propio con Il ballo del qua qua; René & Nathalie, en Francia con La dance des canards y María Jesús, en España en 1981, con El baile de los pajaritos, así hasta sumar 140 versiones en 42 países y unos 40 millones de discos vendidos.